# The Girl Next Door (2007)
Jack Ketchum's The Girl Next Door, também conhecido como Jack Ketchum's Evil (bra: A Menina da Porta ao Lado) é um filme de horror de 2007 dirigido por Gregory M. Wilson a partir de um roteiro escrito por Daniel Farrands e Philip Nutman. É baseado no livro de Jack Ketchum, de 1989, com o mesmo nome, que foi inspirado na história do assassinato de Sylvia Likens.

## Sinopse
Inspirado em eventos reais, o filme se passa em 1958 e segue a história de duas adolescentes (Blythe Auffarth e Madeline Taylor) que, após perderem os pais em um acidente, são mandadas para viver com uma sua tia Ruth (Blanche Baker), uma psicopata sádica.

## Elenco
- Daniel Manche .... David Moran
- William Atherton .... David Moran adulto
- Blythe Auffarth .... Meg Loughlin
- Blanche Baker .... Ruth Chandler
- Madeline Taylor .... Susan Loughlin
- Benjamin Ross Kaplan .... Donny Chandler
- Graham Patrick Martin .... Willie Chandler, Jr.
- Austin Williams .... Ralphie Chandler
- Michael Nardella .... Tony
- Kevin Chamberlin .... oficial Lyle Jennings
- Dean Faulkenberry .... Kenny
- Gabrielle Howarth .... Cheryl Robinson
- Spenser Leigh .... Denise Crocker
- Grant Show .... Sr. Moran
- Catherine Mary Stewart .... Sra. Moran
- Michael Zegen .... Eddie

Além disso, Mark Margolis interpreta o morador de rua atingido por um veículo no início do filme e Peter Stickles interpreta um paramédico. Jack Ketchum, autor do romance em que o filme se baseia, aparece como um trabalhador do carnival.

## Recepção
O Metacritic, que usa uma média ponderada, atribuiu ao filme uma pontuação de 29 em 100, baseado em 5 críticos, indicando críticas "geralmente desfavoráveis".